# Киршехир (вилајет)
Киршехирски вилајет (тур. Kırşehir ili) налази се у централној Турској, део је регије Централна Анатолија. Налази се на северноанатолијском раседу, и тренутно је зона могућности врло јаких земљотреса. Просечна надморска висина је 985 метара. Престоница вилајета је град Киршехир.
Киршехир је постао вилајет 1924. године. Дана 30. маја 1954., постао је дистрикт вилајета Невшехир. После, градови Киршехира су раздељени између вилајета Анкара, Јозгат и Невшехир. Године 1957., Киршехир поново постаје вилајет.

## Окрузи
Киршехирски вилајет је подељен на 7 округа (престоница је подебљана):
- Акчакент
- Акпинар
- Бозтепе
- Чичекдаги
- Каман
- Киршехир
- Муџур